# Mistrzostwa Świata w Kajakarstwie 1975
12. Mistrzostwa świata w kajakarstwie odbyły się w dniach 29 lipca – 3 sierpnia 1975 w Belgradzie.
Rozegrano 15 konkurencji męskich i 3 kobiece. Mężczyźni startowali w kanadyjkach jedynkach (C-1) i dwójkach (C-2) oraz w kajakach jedynkach (K-1), dwójkach (K-2) i czwórkach (K-4), zaś kobiety w kajakach jedynkach, dwójkach i czwórkach. Liczba i rodzaj konkurencji nie zmieniły się od poprzednich mistrzostw. Po raz pierwszy w historii mistrzostw przyznano dwa takie same medale w jednej konkurencji (złote w wyścigu K-1 mężczyzn na 1000 metrów). 
Pierwsze miejsce w klasyfikacji medalowej wywalczyli reprezentanci Związku Radzieckiego.

## Medaliści

### Mężczyźni

#### Kanadyjki
| Konkurencja: | Złoto:                                      | Rezultat | Srebro:                                         | Rezultat | Brąz:                                        | Rezultat |
| C-1 500 m    | Serhij Petrenko                             | 1:56,03  | Miklós Darvas                                   | 1:56,28  | Borisław Ananiew                             | 1:56,57  |
| C-1 1000 m   | Wasyl Jurczenko                             | 4:07,42  | Ivan Patzaichin                                 | 4:09,47  | Tamás Wichmann                               | 4:10,74  |
| C-1 10 000 m | Wasyl Jurczenko                             | 45:33,50 | Károly Szegedi                                  | 45:37,39 | Matija Ljubek                                | 46:20,45 |
| C-2 500 m    | ZSRR · Aleksandr Winogradow · Jurij Łobanow | 1:44,39  | Czechosłowacja · Tomáš Šach · Jiří Čtvrtečka    | 1:45,38  | Węgry · Gábor Árva · Péter Povázsay          | 1:46,53  |
| C-2 1000 m   | Węgry · Gábor Árva · Péter Povázsay         | 3:49,43  | Rumunia · Gheorghe Danielov · Gheorghe Simionov | 3:50,16  | ZSRR · Roman Wyszenko · Aleksandr Winogradow | 3:50,79  |
| C-2 10 000 m | ZSRR · Vladas Česiūnas · Jurij Łobanow      | 42:34,11 | Węgry · Tamás Buday · Oszkár Frey               | 42:48,73 | Bułgaria · Iwan Burczin · Stefan Iliew       | 43:01,87 |

#### Kajaki
| Konkurencja:  | Złoto:                                                                                      | Rezultat | Srebro:                                                                           | Rezultat | Brąz:                                                                                   | Rezultat |
| K-1 500 m     | Géza Csapó                                                                                  | 1:44,34  | Vasile Dîba                                                                       | 1:45,74  | Grzegorz Śledziewski                                                                    | 1:46,13  |
| K-1 1000 m    | Oreste Perri Grzegorz Śledziewski                                                           | 3:43,55  | –                                                                                 | –        | Rüdiger Helm                                                                            | 3:44,81  |
| K-1 10 000 m  | Oreste Perri                                                                                | 42:12,37 | Erich Pasch                                                                       | 42:16,31 | Kazimierz Nikin                                                                         | 42:18,17 |
| K-1 4 × 500 m | Węgry · Iván Herczeg · József Svidró · Zoltán Sztanity · Peter Várhelyi                     | 7:24,16  | Rumunia · Zoltfab Eseanu · Mihai Zafiu · Ion Dragulschi · Vasile Dîba             | 7:27,70  | Hiszpania · Herminio Menéndez · José Ramón López · Luis Gregorio Ramos · Martin Vázquez | 7:28,56  |
| K-2 500 m     | ZSRR · Wiktar Worobiow · Mikałaj Astapkowicz                                                | 1:35,02  | NRD · Herbert Laabs · Harald Marg                                                 | 1:35,44  | Rumunia · Larion Serghei · Policarp Malîhin                                             | 1:36,14  |
| K-2 1000 m    | NRD · Alexander Slatnow · Gerhard Rummel                                                    | 3:28,31  | Rumunia · Larion Serghei · Policarp Malîhin                                       | 3:29,34  | Węgry · József Deme · János Rátkai                                                      | 3:30,18  |
| K-2 10 000 m  | Węgry · Zoltán Bakó · István Szabó                                                          | 38:44,73 | Włochy · Danio Merli · Giorgio Sbruzzi                                            | 38:47,39 | ZSRR · Walerij Czemiezo · Petras Šiurskas                                               | 40:01,00 |
| K-4 1000 m    | Hiszpania · Herminio Menéndez · José María Esteban · José Ramón López · Luis Gregorio Ramos | 3:06,40  | NRD · Herbert Laabs · Gerhard Rummel · Rüdiger Helm · Harald Marg                 | 3:06,60  | Węgry · István Szabó · Zoltán Bakó · József Deme · János Rátkai                         | 3:06,76  |
| K-4 10 000 m  | Norwegia · Einar Rasmussen · Steinar Amundsen · Andreas Orheim · Olaf Søyland               | 34:47,69 | Rumunia · Costel Coșniță · Cuprian Macarencu · Vasilie Simiocenco · Nicușor Eșanu | 34:51,38 | ZSRR · Leonid Dieriewianko · Nikołaj Gorbaczow · Mychajło Szurga · Anatolij Szarykin    | 34:53,65 |

### Kobiety

#### Kajaki
| Konkurencja: | Złoto:                                                           | Rezultat | Srebro:                                                                           | Rezultat | Brąz:                                                                 | Rezultat |
| K-1 500 m    | Anke Ohde                                                        | 1:56,57  | Galina Kreft                                                                      | 1:59,12  | Maria Mihareanu                                                       | 2:01,58  |
| K-2 500 m    | NRD · Bärbel Köster · Carola Zirzow                              | 1:48,57  | ZSRR · Galina Kreft · Kateryna Nahirna                                            | 1:49,54  | Polska · Maria Kazanecka · Katarzyna Kulczak                          | 1:53,02  |
| K-4 500 m    | NRD · Bärbel Köster · Anke Ohde · Bettina Müller · Carola Zirzow | 1:37,61  | ZSRR · Łarysa Biaznicka · Galina Kreft · Kateryna Nahirna · Nadieżda Trachimionok | 1:39,24  | Węgry · Ilona Tőzsér · Mária Zakariás · Klára Rajnai · Ágnes Pozsonyi | 1:39,61  |

## Klasyfikacja medalowa
| Miejsce | Państwo        | Złoto | Srebro | Brąz | Razem |
| ------- | -------------- | ----- | ------ | ---- | ----- |
| 1       | ZSRR           | 7     | 3      | 3    | 12    |
| 2       | Węgry          | 4     | 3      | 5    | 12    |
| 3       | NRD            | 4     | 2      | 1    | 7     |
| 4       | Włochy         | 2     | 1      | 0    | 3     |
| 5       | Polska         | 1     | 0      | 3    | 4     |
| 6       | Hiszpania      | 1     | 0      | 1    | 2     |
| 7       | Norwegia       | 1     | 0      | 0    | 1     |
| 8       | Rumunia        | 0     | 6      | 2    | 8     |
| 9       | Czechosłowacja | 0     | 1      | 0    | 1     |
| 9       | RFN            | 0     | 1      | 0    | 1     |
| 11      | Bułgaria       | 0     | 0      | 2    | 2     |
| 12      | Jugosławia     | 0     | 0      | 1    | 1     |
|         | Razem          | 19    | 17     | 18   | 54    |